# Лужбеляк
Лужбеля́к (рос. Лужбеляк, марій. Нужавлак) — присілок у складі Оршанського району Марій Ел, Росія. Входить до складу Шулкинського сільського поселення.

## Населення
Населення — 475 осіб (2010; 446 у 2002).
Національний склад (станом на 2002 рік):
- марі — 65 %
- марійці — 30 %